# Pyrgomorpha inaequalipennis
Pyrgomorpha inaequalipennis is een rechtvleugelig insect uit de familie Pyrgomorphidae. De wetenschappelijke naam van deze soort is voor het eerst geldig gepubliceerd in 1904 door Ignacio Bolívar.